# Centrolobium yavizanum
El amarillo de Guayaquil,  amarillo puyú (Centrolobium yavizanum) es una especie  de leguminosa en la familia Fabaceae.
Es endémica de Colombia y de Panamá.
Está amenazada por pérdida de hábitat. Conocida en la provincia de Darién, como especie infrecuente y restringida a pequeños grupos de árboles. También registrada en Colombia, igualmente infrecuente en el Valle del Cauca y el Chocó.  

## Fuente
- Mitre, M. 1998.  Centrolobium yavizanum.   2006 IUCN  Lista Roja de Especies Amenazadas; bajado 9 de julio de 2007